# Harrison Mojica
Harrison Arley Mojica Betancourt (Palmira, 17 febbraio 1993) è un calciatore colombiano, attaccante svincolato.

## Carriera

### Club
Ha esordito in prima squadra con il Deportivo Cali nel 2012, segnando un gol in 11 presenze nella prima divisione colombiana; sempre con la maglia del Deportivo Cali ha inoltre esordito in Coppa Libertadores. Rimane nel club biancoverde fino al 2016 (e nuovamente per un breve periodo nel 2017), per un totale di 54 presenze e 3 reti nella prima divisione colombiana, categoria in cui sempre nel 2017 gioca una partita con la maglia del Cortuluá, a cui era stato ceduto in prestito. Tra il 2018 ed il 2020 gioca invece in prestito prima al Atlético Bucaramanga e poi ai Jaguares, altri due club della prima divisione colombiana, nei quali comunque viene impiegato in modo abbastanza limitato (20 presenze totali nell'arco di due anni sommando i due club). Nel 2021 passa invece ai Millonarios, sempre in prestito: qui si impone come titolare, mettendo a segno 3 reti in 33 presenze nella prima divisione colombiana.
Nel 2022 viene ceduto a titolo definitivo al Nueve de Octubre, club della prima divisione ecuadoriana, al quale resta per un breve periodo (nel quale gioca comunque 4 partite di campionato) per poi far ritorno in patria, all'Alianza Petrolera, club con la cui maglia tra il 2022 ed il 2023 totalizza complessivamente 39 presenze e 7 reti nella prima divisione colombiana.

### Nazionale
Nel 2013 con la nazionale Under-20 vince il Campionato sudamericano Under-20, nel quale segna 2 gol in 5 presenze; sempre nello stesso anno partecipa anche al Torneo di Tolone, chiuso al secondo posto, nel quale disputa 5 partite segnando 3 gol. Viene convocato anche per il Mondiale Under-20 del giugno dello stesso anno, nel quale gioca gli ultimi 32 minuti della prima partita della fase a gironi, pareggiata per 1-1 contro l'Australia; nella seconda partita del torneo, vinta per 1-0 contro la Turchia, entra all'89' al posto di Quintero. Il 2 luglio gioca invece da titolare negli ottavi di finale contro la Corea del Sud.

## Palmarès

### Club

#### Competizioni nazionali
- Campionato colombiano: 1

Deportivo Cali: 2015
- Súper Liga: 1

Deportivo Cali: 2014

### Nazionale
- Campionato sudamericano Under-20: 1

2013